# BitchImTheShit2
BitchImTheShit2 es el quinto álbum de estudio del rapero estadounidense Tyga. Lanzado el 21 de julio de 2017, por GOOD, Last Kings Records y EMPIRE. Es la continuación de su mixtape de 2011 #BitchImTheShit. El álbum tiene colaboraciones de Young Thug, Quavo, Chief Keef, Vince Staples, Ty Dolla Sign, Honey Cocaine y los cantantes de GOOD Music, Kanye West y Pusha T.

## Lanzamiento
El álbum fue anunciado a mediados de julio y se puso en pre-orden en Apple Music el 6 de julio de 2017.

## Sencillos
- Gone Too Far, 4 de enero de 2016.
- 1 Of 1, 17 de junio de 2016.
- Feel Me, (con Kanye West), 1 de enero de 2017.
- 100's, (con Chief Keef & A.E.), 4 de abril de 2017.
- Eyes Closed, 5 de mayo de 2017.
- Flossin, (con su hijo King), 23 de junio de 2017.

## Lista de canciones
| N.º | Título                               | Duración |  |
| 1.  | «ドウカテイ (Ducati)»                | 0:18     |  |
| 2.  | «Feel Me» (feat. Kanye West)         | 3:19     |  |
| 3.  | «Teterboro Flow»                     | 2:44     |  |
| 4.  | «Ski on the Slope» (feat. Pusha T)   | 3:30     |  |
| 5.  | «Eyes Closed»                        | 4:27     |  |
| 6.  | «Move to L.A.» (feat. Ty Dolla Sign) | 3:42     |  |
| 7.  | «Bel Air» (feat. Quavo)              | 4:28     |  |
| 8.  | «Run It Back» (feat. Young Thug)     | 3:56     |  |
| 9.  | «Playboy» (feat. Vince Staples)      | 3:01     |  |
| 10. | «Chandeliers»                        | 3:51     |  |
| 11. | «Flossin» (feat. King)               | 2:41     |  |
| 12. | «Cash Splash NASA»                   | 3:20     |  |
| 13. | «1 Of 1»                             | 3:24     |  |
| 14. | «Gone Too Far»                       | 2:34     |  |
| 15. | «Nann Nigga» (feat. Honey Cocaine)   | 3:59     |  |
| 16. | «100's» (feat. Chief Keef & A.E.)    | 2:34     |  |